# Dendral
Dendral est système expert ou programme interactif créé en 1965, par les informaticiens Edward Feigenbaum, Bruce Buchanan, le médecin Joshua Lederberg (prix Nobel de médecine 1958) et le chimiste Carl Djerassi[réf. souhaitée].
Le programme permettait d'identifier les constituants chimiques d'un matériau à partir de spectrométrie de masse et de résonance magnétique nucléaire, mais ses règles étaient mélangées au moteur. Il fut par la suite modifié pour en extraire le moteur de système expert nommé Meta-Dendral.
C'est un des premiers programmes qui modélise la connaissance d'un expert, qui a ainsi ouvert la voie de ce qui a été par la suite appelé « système expert ».